# 1965-ös afrikai nemzetek kupája
Az 1965-ös afrikai nemzetek kupája Ghána második bajnoki címét eredményezte.

## A csoport
| Csapat   | Pont | Mérk | Gy | D | V | G+ | G- | G+/- |
| -------- | ---- | ---- | -- | - | - | -- | -- | ---- |
| Tunézia  | 3    | 2    | 1  | 1 | 0 | 4  | 0  | +4   |
| Szenegál | 3    | 2    | 1  | 1 | 0 | 5  | 1  | +4   |
| Etiópia  | 0    | 2    | 0  | 0 | 2 | 1  | 9  | -8   |

Mérkőzések:
1965. november 12.
| Tunézia · at-Táhir as-Sájbi 32 · Dzsedidi 62 · Delhúm 80 · Lahmar 84 | 4–0 | Etiópia · |

1965. november 14.
| Szenegál | 0–0 | Tunézia |

1965. november 19.
| Szenegál · Louis Camara 3, 52 · Matar Niang 48, 53 · Guèye 37 | 5–1 | Etiópia · Luciano (11-es) 12 |

## B csoport
| Csapat           | Pont | Mérk | Gy | D | V | G+ | G- | G+/- |
| ---------------- | ---- | ---- | -- | - | - | -- | -- | ---- |
| Ghána            | 4    | 2    | 2  | 0 | 0 | 9  | 3  | +6   |
| Elefántcsontpart | 2    | 2    | 1  | 0 | 1 | 4  | 4  | 0    |
| Zaire            | 0    | 2    | 0  | 0 | 2 | 2  | 8  | -6   |

Mérkőzések:
1965. november 12.
| Ghána · Osei Kofi 13 · Ben Acheampong 18, 59 · Jones 84, 89 | 5–2 | Zaire · Kalala 43, (11-es) 45 |

1965. november 14.
| Elefántcsontpart · Mangle 14, 59, 80 | 3–0 | Zaire |

1965. november 19.
| Ghána · Ben Acheampong 20 · Kwamenti 43 · Lutdrot 52 · Osei Kofi 70 | 4–1 | Elefántcsontpart · Bleziri 66 |

## Bronzmérkőzés
1965. november 21.
|  | Szenegál | 0–1 | Elefántcsontpart · Yoboue 35 |

## Döntő
1965. november 21.
|  | Ghána · Odoi 37, 96 · Osei Kofi 79 | 3–2 (hosszabbítás után) | Tunézia · Abd el-Mazsíd as-Setáli 47 · at-Táhir as-Sájbi 67 Játékvezető = Chelkaïmi |

| 1965-ös afrikai nemzetek kupája bajnok: GHÁNA |